# Ernest Traxler
Ernest Traxler (né le 23 avril 1893 à Altoona, dans l'Iowa et mort le 5 mars 1951 à Bend, dans l'Oregon) est un réalisateur et assistant réalisateur américain de film muet.

## Biographie
Né dans l'Iowa, Ernest Traxler a suivi des études dans l'Est des États-Unis, puis a voyagé lors de tournées théâtrales comme régisseur.
Oncle par alliance de Loretta Young, il fut à l'origine de ses premières apparitions à l'écran, alors qu'elle était une petite fille.

## Filmographie

### Comme réalisateur
- 1919 : Caleb Piper's Girl
- 1919 : Go-Get-Em Garringer

### Comme assistant
- 1917 : Ghost House de William C. de Mille
- 1917 : Hashimura Togo de William C. de Mille
- 1917 : The Silent Partner (en) de Marshall Neilan
- 1917 : The Primrose Ring de Robert Leonard
- 1917 : The Tides of Barnegat de Marshall Neilan